# Ernest Garnier (auteur)
Pour les articles homonymes, voir Garnier et Ernest Garnier (compositeur).
Ernest Garnier est un écrivain français du XIXe siècle, auteur notamment de récits de voyages.

## Publications
- Jérusalem et la Judée : description de la Palestine ou Terre-Sainte, Ad. Mame et Cie, Tours, 1844 (lire en ligne)
- Voyages dans l'Asie méridionale : Hindoustan, Indo-China, Sindhy, Lahore, Caboul et Afghanistan, depuis les temps les plus reculés jusqu'à nos jours, Ad. Mame et Cie, Tours, 1851 (lire en ligne)
- Voyages en Perse, Arménie, Mésopotamie, Chaldée, Kurdistan, Arabie, etc., Ad. Mame et Cie, Tours, 1854 (lire en ligne)
- Nouvel abrégé de tous les voyages autour du monde depuis Magellan jusqu'à d'Urville et Laplace (1519-1832), Ad. Mame et Cie, Tours, 1859 (lire en ligne)